# Vilayat Inayat Khan

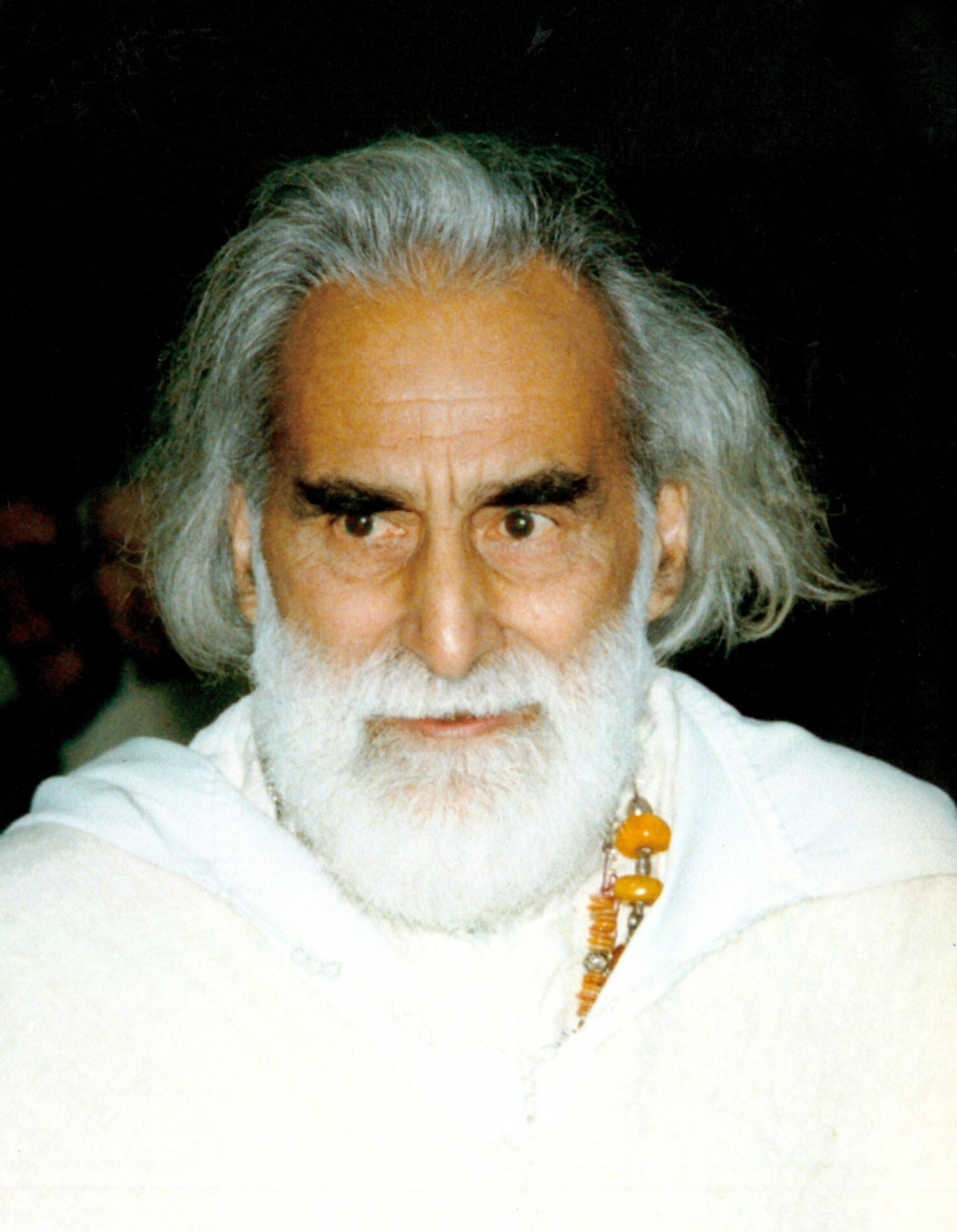
Vilayat Inayat Khan (1996)

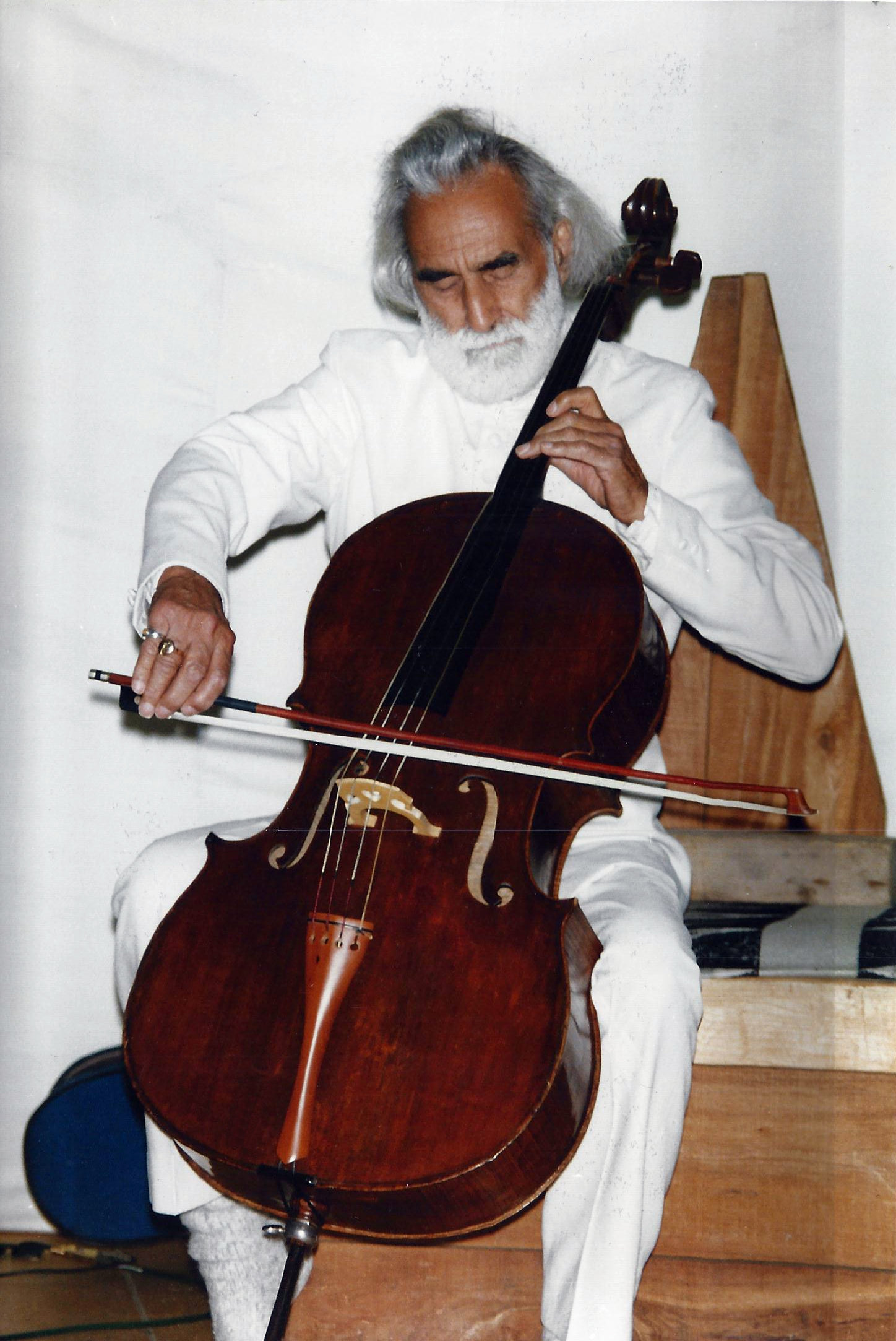
Vilayat Inayat Khan met cello (1993)

Gevleugeld hart - Soefi symbool

Pir Vilayat Inayat Khan (Londen, 19 juni 1916 -Suresnes, 17 juni 2004) was de oudste zoon van de grote Soefihervormer Hazrat Inayat Khan en Ora Ray Baker. Pir Vilayat was de spirituele opvolger van zijn vader toen deze in 1927 overleed in India.

## Leven
Net als zijn vader en de rest van de familie was Vilayat zeer muzikaal. Pir Vilayat werd zelf ook musicus; hij speelde cello en studeerde compositie bij Nadia Boulanger. Aan de Sorbonne Universiteit promoveerde hij in de psychologie.
In de Tweede Wereldoorlog dienden hij en zijn zus Noor in het Britse leger. Pir Vilayat diende op een mijnenveger die werd getorpedeerd tijdens de D-Day invasie in Normandië. Tijdens deze oorlog werd hij, na een gewetensconflict betreffende de ethisch juiste houding in de oorlog, gevechtspiloot bij de Royal Air Force. Zijn zuster Noor Inayat Khan ging het verzet in. Zij stond bekend als “Madeleine”, en was een heldin van het verzet. Zij is geëxecuteerd in concentratiekamp Dachau.
Hij trouwde met Mary Walls bij wie hij drie kinderen kreeg. Zia Inayat Khan en Mirza Inayat Khan en een dochter Maria Riga (Inayat Khan) .

## Werken
In de jaren vijftig van de twintigste eeuw begon hij met doceren voor de Soefi Orde. Vooral in de VS trok hij veel belangstellenden. Er bestaan daar ondertussen meer dan honderd lokale centra voor bestudering van het Soefisme. Ook in vele andere landen zijn veel volgelingen van hem te vinden.
In 1975 stichtte hij in de staat New York een spirituele gemeenschap, “The Abode of the Message” alsmede het ‘Omega Institute'; een bloeiend studiecentrum dat vele benaderingswijzen van spirituele leringen omvat. In 1974 publiceerde Pir Vilayat ‘ Toward the One' een succesvolle introductie op het gebied van spirituele tradities en praktijk. Daarna verscheen in 1978 ‘The Message of our Time' , een studie over het leven en werk van zijn vader. Na deze boeken verscheen nog een hele serie van zijn hand waarin de verschillende aspecten van meditatie en zelf)realisatie centraal staan. Onder andere ‘The Call of the Dervish' (1981), ‘Introducing spirituality into counseling and psychotherapy' (1982), ‘That which Transpires behind that which Appears' (1994), ‘Awakening' (1999) en tot slot in 2003 ‘In Search of the Hidden Treasure'. Dit laatste boek is een uitgebreid onderzoek naar de Soefi leer in de vorm van een verbeeld congres van Soefi’s door de eeuwen heen.
Pir Vilayat reisde erg veel en verbleef vaak in India waar hij meditatietechnieken leerde van leraren uit vele verschillende tradities. Hij leerde zijn eigen studenten meditatietechnieken afgeleid van yoga, van het boeddhisme, het christendom en het jodendom alsmede gevestigde Soefi methoden. Sinds 1965 organiseerde Pir Vilayat elke lente een Congres van Religies in of rondom Parijs. Hierbij ontmoeten leden van verschillende tradities elkaar om te discussiëren en begrip te kweken voor elkaars standpunten. Hij was ook erg geïnteresseerd in wetenschappelijke ontwikkelingen en sprak vaak over het belang van een dialoog tussen wetenschappers en spirituele leiders. Regelmatig verweefde hij nieuwe wetenschappelijke inzichten in zijn voordrachten op seminars en meditatiekampen. Elke zomer leidde hij meditatiekampen in zowel Zwitserland als in de VS die door duizenden mensen werden bijgewoond

## Overlijden
Pir Vilayat Khan overleed twee dagen voor zijn 88ste verjaardag te Surenes, Frankrijk. Hij is vlakbij zijn vader te Delhi begraven. Als zijn spirituele opvolger is Pir Zia Inayat Khan aangewezen die het onderwijs van zijn vader voortzet.